# Rózsaágy (film, 1996)
A Rózsaágy (eredeti cím: Bed of Roses) 1996-ban bemutatott egész estés amerikai romantikus filmdráma, amelyet Michael Goldenberg írt és rendezett. A zenéjét Michael Convertino szerezte, a producere Allan Mindel és Denise Shaw, a főszerepekben Christian Slater, Ally Walker és Josh Brolin látható, a New Line Cinema készítette és forgalmazta.
Az Amerikai Egyesült Államokban 1996. január 26-án mutatták be a mozikban.

## Szereplők
| Színész               | Szerep                    | Magyar hang     | Magyar hang         |
| Színész               | Szerep                    | 1. szinkron     | 2. szinkron         |
| --------------------- | ------------------------- | --------------- | ------------------- |
| Christian Slater      | Lewis Farrell             | Selmeczi Roland | Kálloy Molnár Péter |
| Mary Stuart Masterson | Lisa Walker               | Györgyi Anna    | Gubás Gabi          |
| Pamela Adlon          | Kim (Pamela Segall néven) | Náray Erika     | Majsai-Nyilas Tünde |
| Josh Brolin           | Danny                     | Salinger Gábor  | Csőre Gábor         |
| Debra Monk            | Mrs. Farrell              | Némedi Mari     | Illyés Mari         |
| Mary Alice            | Alice                     |                 |                     |
| Desiree Casado        | Amelia                    | Molnár Ilona    |                     |
| Kenneth Cranham       | Simon                     |                 | Vizy György         |
| Ally Walker           | Wendy                     |                 | Riha Zsófi          |
| S.A. Griffin          | Stanley                   |                 | Imre István         |